# John Rae (économiste)
Pour les articles homonymes, voir John Rae et Rae.
John Rae, né le 1er juin 1796 à Aberdeen et mort le 12 juillet 1872 à New York, est un économiste écossais, qui a surtout vécu au Canada. En 1834, il publie Some New Principles on the Subject of Political Economy Exposing the Fallacies of Free Trade and Some Other Doctrines Maintained in the “Wealth of Nations”, où il attaque la doctrine du libre-échange et défend l'idée de la protection des industries naissantes. Il est l'auteur en 1848 de l'une des premières théories du développement économique. Il a influencé John Stuart Mill et Joseph Schumpeter.
L'Association d'économie du Canada (en) remet tous les deux ans le Prix John Rae, qui récompense l'économiste canadien qui a effectué les meilleures recherches pendant les cinq années précédentes.

## Publications
- 1834 : The sociological theory of capital, lire en ligne